# Hypotrachyna scytophylla
Hypotrachyna scytophylla är en lavart som först beskrevs av Kurok., och fick sitt nu gällande namn av Hale. Hypotrachyna scytophylla ingår i släktet Hypotrachyna och familjen Parmeliaceae.   Inga underarter finns listade i Catalogue of Life.